# V913 Scorpii
V913 Scorpii eller HD 142990 är en ensam stjärna i den norra  delen av stjärnbilden Skorpionen. Den har en högsta skenbar magnitud av ca 5,40 och varierar från 5,40 till 5,47 med en period av 23,5 timmar. Den är svagt synlig för blotta ögat där ljusföroreningar ej förekommer. Baserat på parallaxmätning inom Hipparcosuppdraget enligt Gaia Data Release 3 på ca 7,01 mas, beräknas den befinna sig på ett avstånd på ca 466 ljusår (143 parsek) från solen. Den rör sig närmare solen med en heliocentrisk radialhastighet på ca -15 km/s. Stjärnan ingår i Upper Scorpius-regionen i Scorpius-Centaurus-föreningen.

## Observation
År 1983 upptäckte, Ermanno Borra et al. stjärnans starka (ca kilogauss) magnetfält från Zeeman-delningen av Hβ-spektrallinjen. Senare uppskattningar visar att fältstyrkan är flera kilogauss.

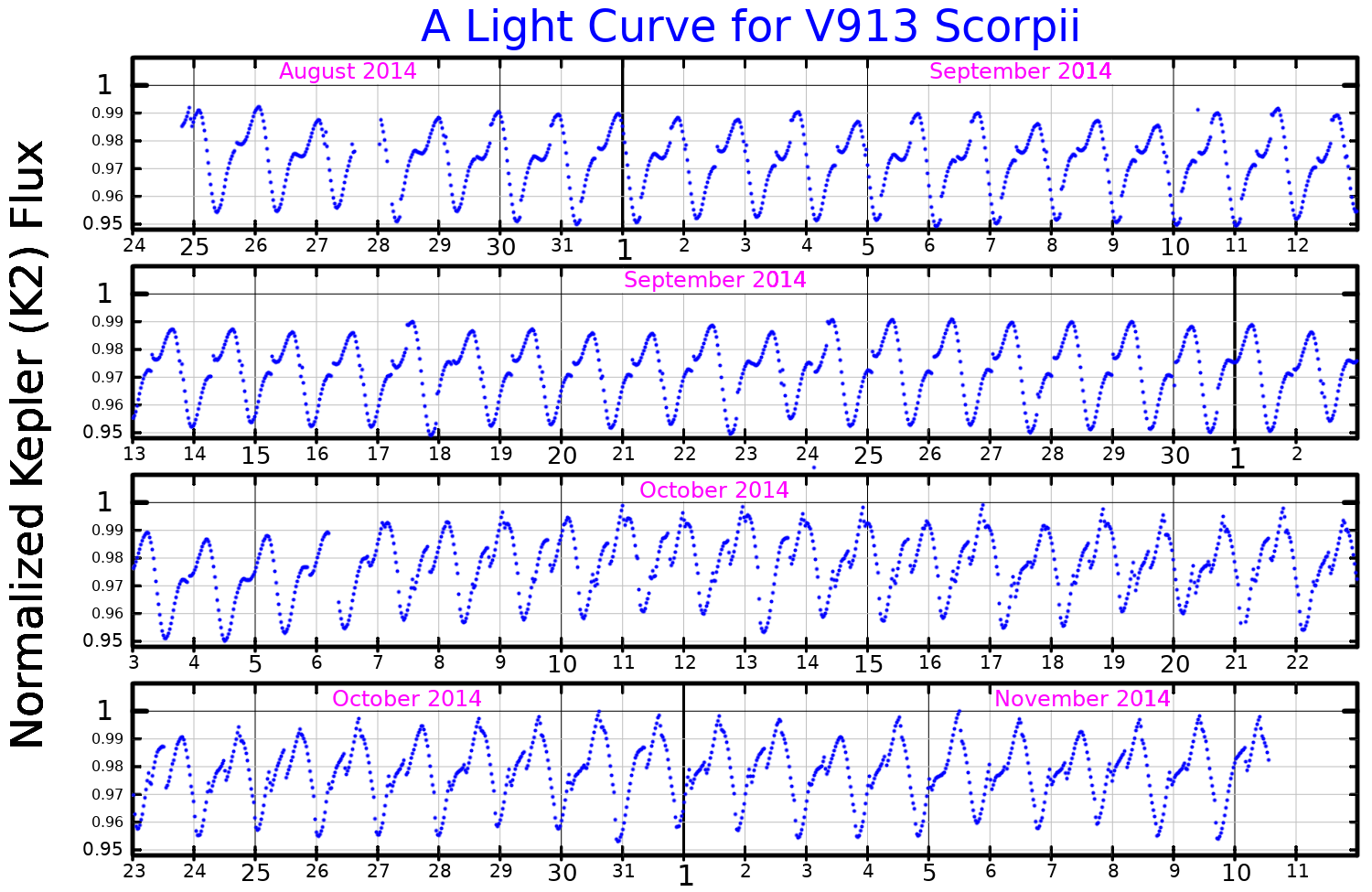
Ljuskurva för V913 Scorpii plottade Kepler K2-data.

Variabiliteten hos HD 142990 upptäcktes 1977 av Holger Pedersen och Bjarne Thomsen, under en spektroskopisk och fotometrisk studie av heliumsvaga och heliumstarka stjärnor. År 1978 fick stjärnan variabelbeteckningen V913 Scorpii. Mycket mer omfattande fotometriska data tillhandahölls av Kepler K2-programmet, som tog prov på ljuskurvan och tillät Dominic Bowman et al. för att mäta stjärnans 0,978832 ± 0,000002-dygns rotationsperiod.
Rotationsperioden för HD 142990 verkar minska med en hastighet av cirka 0,6 sekunder per år. Detta kan betyda att stjärnan fortfarande drar ihop sig mot nollålders huvudserien, även om andra förklaringar som till exempel magnetohydrodynamik har föreslagits.
År 1989 rapporterade, Jeffrey Linsky et al. observationen av 6 cm radioemission från HD 142990, som verkade vara variabel på en tidsskala av 5 minuter. År 2018 fann, Emil Lenc et al. att radioemissionen från stjärnan är cirkulärt polariserad. År 2019 rapporterade, Barnali Das et al. att HD 142990 uppvisar koherent emission av elektroncyklotronmaser vid 200 MHz, vilket gör den till den då endast fjärde heta magnetiska stjärnan som man vet emitterar genom denna mekanism.

## Egenskaper
Primärstjärnan V913 Scorpii är en gul till blå stjärna i huvudserien av spektralklass B5 V med underskott av helium. Den har en massa som är ca 5,7 solmassor, en radie på ca 2,8 solradier och utsänder från dess fotosfär energi motsvarande ca 794 gånger solen vid en effektiv temperatur av ca 18 000 K.